# Aggersundbroen
Aggersundbroen over Limfjorden forbinder Aggersund i Han Herred i nord med Himmerland få km nordøst for Løgstør.

## Broens historie
Ønsket om en fast forbindelse over Limfjorden ved Aggersund går tilbage til begyndelsen af 1900-tallet. I midten af 1920´erne nedsatte borgere i Løgstør et udvalg, som fremkom med en række forslag til en bro. Initiativet strandede imidlertid på uenighed om linjeføringen og finansieringen.
I 1936 blev tanken taget op igen af arbejds- og socialministeriet og trafikministeriet som en mulig beskæftigelsesforanstaltning, og i 1939 begyndte byggeriet af broen, som blev bekostet af Aalborg, Hjørring og Thisted Amter. Broen blev projekteret af Christen Ostenfeld. Indvielsen fandt sted den 18. juni 1942. Broen kom til at koste ca. 3,5 mio kroner.
Under den tyske besættelse af Danmark fik broen strategisk betydning for tyskernes transporter af mandskab og materiel til og fra Norge. Derfor blev der i 1943-44 anlagt et militært støttepunkt omkring den bestående af 11 betonanlæg på nordsiden og 6 på sydsiden. Desuden blev der anlagt minefelter og andre former for spærringer. To store Flak-bunkers på sydsiden og én på nordsiden findes fortsat og er tilgængelige. De øvrige mindre bunkers er enten blevet fjernet eller ligger på privat område uden offentlig adgang.
I år 2000 blev Aggersundbroens bjælker forstærket, så broens bæreevne blev øget.

## Broens konstruktion
Aggersundbroen er 228 m lang fra landfæste til landfæste og spænder over Limfjordens smalleste sted, som er ca 150 m. Den består af to 90 m jernbetonbuefag med et mellemliggende 30 m klapfag med dobbeltklap. Kørebanen er 6 m bred og desuden er der 2 m fortov.

## Trafik og andre forhold
Der kørte ca. 7100 køretøjer over Aggersundbroen hvert døgn i 2015. 
De stadig hyppigere oversvømmelser af især Løgstør tilskrives af nogen, at fjordens vand ved kraftig vind fra vest stemmes op netop her, og at broens konstruktion er en medvirkende årsag. Ved isdannelser er det også her skibsfarten i Limfjorden først får problemer med isskruning.

### Fjernstyring
Vejdirektoratet, hvorunder broen sorterer, har haft planer om at lade brovagten erstatte af fjernstyring fra deres central i København. I november 2016 besluttede trafikministeren foreløbigt at droppe disse planer. I stedet vil man lade en klapbro på Sjælland, Kronprins Frederik Bro, indgå i et forsøg med fjernstyring fra 2020.

## Enkelthenvisninger
1. ↑  http://www.aggersund.optimus.dk/attached/406195090729322070124459044/studtpunkt%20aggersund.pdf (Webside+ikke+længere+tilgængelig)
2. ↑  http://www.vejdirektoratet.dk/DA/viden_og_data/statistik/trafikken%20i%20tal/hvor_meget_trafik_er_der_paa_vejen/Trafik%20p%c3%a5%20m%c3%a5lestationer/Sider/default.aspx# Vejdirektoratet
3. ↑  Fjernstyring af nordjyske broerdroppes Arkiveret 26. november 2016 hos  Wayback Machine, TV2 Nord, 25/11 2016 (hentet 25/11 2016)]